# Collins Mbesuma
Collins Mbesuma (né le 3 février 1984 à Luanshya) est un footballeur international zambien.Il évolue au poste d' Attaquant au  Mpumalanga Black Aces.

## Biographie
Ancien joueur des Kaizer Chiefs, il a évolué au Portsmouth Football Club où il ne joue que très peu, puis au Portugal et en Turquie avant de revenir dans la Premier Soccer League.
Il a participé à la Coupe d'Afrique des nations 2010 avec la Zambie, où il est arrivé jusqu'en quarts de finale.
Il a ensuite participé à la Coupe d'Afrique des nations 2012, qu'il a remportée avec la Zambie.

## Palmarès

### En club
| - Kaizer Chiefs - Championnat d'Afrique du Sud : - Vainqueur (2) : 2004 et 2005. |

### En sélection nationale
| - Zambie - Coupe d'Afrique des nations : - Vainqueur : 2012. |

### Distinctions personnelles
- 2005 : Meilleur buteur du championnat d'Afrique du Sud avec 25 buts.
- 2005 : Meilleur joueur de la saison 2004-2005 du championnat d'Afrique du Sud.

## Statistiques
| Saison                | Club                       | Championnat           | Championnat | Championnat | Coupe(s) nationale(s) | Coupe(s) nationale(s) | Compétition(s) continentale(s) | Compétition(s) continentale(s) | Compétition(s) continentale(s) | Telkom Knockout | Telkom Knockout | MTN8 | MTN8 | Zambie | Zambie | Total | Total |
| Saison                | Club                       | Division              | M.          | B.          | M.                    | B.                    | Comp.                          | M.                             | B.                             | M.              | B.              | M.   | B.   | M.     | B.     | M.    | B.    |
| 2003                  | Roan United FC             | 1                     | 25          | 11          | -                     | -                     | -                              | -                              | -                              | -               | -               | -    | -    | 3      | 1      | 28    | 12    |
| 2003-2004             | Kaizer Chiefs              | 1                     | 5           | 2           | -                     | -                     | -                              | -                              | -                              | -               | -               | -    | -    | 1      | 0      | 6     | 2     |
| 2004-2005             | Kaizer Chiefs              | 1                     | 28          | 25          | -                     | -                     | -                              | -                              | -                              | -               | -               | -    | -    | 8      | 9      | 36    | 34    |
| 2005-2006             | Portsmouth FC              | 1                     | 4           | 0           | -                     | -                     | -                              | -                              | -                              | -               | -               | -    | -    | 4      | 0      | 8     | 0     |
| 2006-2007             | Club Sport Marítimo (prêt) | 1                     | 23          | 7           | 1                     | 0                     | -                              | -                              | -                              | -               | -               | -    | -    | 4      | 1      | 28    | 8     |
| 2007-2008             | Bursaspor                  | 1                     | 6           | 0           | 1                     | 0                     | -                              | -                              | -                              | -               | -               | -    | -    | 2      | 0      | 9     | 0     |
| 2008-2009             | Mamelodi Sundowns          | 1                     | 16          | 4           | -                     | -                     | -                              | -                              | -                              | -               | -               | -    | -    | 4      | 0      | 20    | 4     |
| 2009-2010             | Moroka Swallows            | 1                     | 14          | 2           | -                     | -                     | -                              | -                              | -                              | -               | -               | -    | -    | 3      | 1      | 17    | 3     |
| 2010-2011             | Golden Arrows              | 1                     | 19          | 11          | -                     | -                     | -                              | -                              | -                              | -               | -               | -    | -    | 3      | 2      | 22    | 13    |
| 2011-2012             | Golden Arrows              | 1                     | 24          | 7           | 1                     | 0                     | -                              | -                              | -                              | 2               | 1               | -    | -    | 6      | 0      | 33    | 8     |
| 2012-2013             | Orlando Pirates FC         | 1                     | 21          | 6           | 1                     | 0                     | C1                             | 3                              | 2                              | 2               | 2               | 1    | 0    | 6      | 3      | 34    | 13    |
| Total sur la carrière | Total sur la carrière      | Total sur la carrière | 185         | 75          | 4                     | 0                     | -                              | 3                              | 2                              | 4               | 3               | 1    | 0    | 44     | 17     | 241   | 97    |

## Buts internationaux
| Buts internationaux de Collins Mbesuma (17) | Buts internationaux de Collins Mbesuma (17) | Buts internationaux de Collins Mbesuma (17)       | Buts internationaux de Collins Mbesuma (17) | Buts internationaux de Collins Mbesuma (17) | Buts internationaux de Collins Mbesuma (17) | Buts internationaux de Collins Mbesuma (17) | Buts internationaux de Collins Mbesuma (17) |
|                                             | Date                                        | Lieu                                              | Adversaire                                  | Score                                       | Résultat                                    | Compétition                                 |                                             |
| ------------------------------------------- | ------------------------------------------- | ------------------------------------------------- | ------------------------------------------- | ------------------------------------------- | ------------------------------------------- | ------------------------------------------- | ------------------------------------------- |
| 1.                                          | 27 juillet 2003                             | Independence Stadium, Lusaka, Zambie              | Mozambique                                  | 4-2                                         | 4-2                                         | Coupe COSAFA 2003                           |                                             |
| 2.                                          | 10 octobre 2004                             | Stade Alphonse Massamba-Débat, Brazzaville, Congo | Congo                                       | 0-1                                         | 2-3                                         | Qualifications Coupe du monde 2006          |                                             |
| 3.                                          | 10 octobre 2004                             | Stade Alphonse Massamba-Débat, Brazzaville, Congo | Congo                                       | 0-2                                         | 2-3                                         | Qualifications Coupe du monde 2006          |                                             |
| 4.                                          | 10 octobre 2004                             | Stade Alphonse Massamba-Débat, Brazzaville, Congo | Congo                                       | 0-3                                         | 2-3                                         | Qualifications Coupe du monde 2006          |                                             |
| 5.                                          | 26 mars 2005                                | Konkola Stadium, Chililabombwe, Zambie            | Congo                                       | 2-0                                         | 2-0                                         | Qualifications Coupe du monde 2006          |                                             |
| 6.                                          | 11 juin 2005                                | Woodlands Stadium, Lusaka, Zambie                 | Eswatini                                    | 1-0                                         | 3-0                                         | Coupe COSAFA 2005                           |                                             |
| 7.                                          | 11 juin 2005                                | Woodlands Stadium, Lusaka, Zambie                 | Eswatini                                    | 2-0                                         | 3-0                                         | Coupe COSAFA 2005                           |                                             |
| 8.                                          | 12 juin 2005                                | Woodlands Stadium, Lusaka, Zambie                 | Malawi                                      | 1-1                                         | 2-1                                         | Coupe COSAFA 2005                           |                                             |
| 9.                                          | 12 juin 2005                                | Woodlands Stadium, Lusaka, Zambie                 | Malawi                                      | 2-1                                         | 2-1                                         | Coupe COSAFA 2005                           |                                             |
| 10.                                         | 18 juin 2005                                | Konkola Stadium, Chililabombwe, Zambie            | Mali                                        | 2-1                                         | 2-1                                         | Qualifications Coupe du monde 2006          |                                             |
| 11.                                         | 16 juin 2007                                | Konkola Stadium, Chililabombwe, Zambie            | Tchad                                       | 1-1                                         | 1-1                                         | Qualifications CAN 2008                     |                                             |
| 12.                                         | 28 décembre 2009                            | Afrique du Sud                                    | Mozambique                                  | 1-0                                         | 1-0                                         | Match amical                                |                                             |
| 13.                                         | 9 février 2011                              | Somhlolo National Stadium, Lobamba, Swaziland     | Eswatini                                    | 0-2                                         | 0-4                                         | Match amical                                |                                             |
| 14.                                         | 4 juin 2011                                 | Nkoloma Stadium, Lusaka, Zambie                   | Mozambique                                  | 3-0                                         | 3-0                                         | Qualifications CAN 2012                     |                                             |
| 15.                                         | 14 novembre 2012                            | FNB Stadium, Johannesbourg, Afrique du Sud        | Afrique du Sud                              | 0-1                                         | 0-1                                         | Match amical                                |                                             |
| 16.                                         | 21 janvier 2013                             | Stade Mbombela, Nelspruit, Afrique du Sud         | Éthiopie                                    | 1-0                                         | 1-1                                         | CAN 2013                                    |                                             |
| 17.                                         | 24 mars 2013                                | Setsoto Stadium, Maseru, Lesotho                  | Lesotho                                     | 0-1                                         | 1-1                                         | Qualifications Coupe du monde 2014          |                                             |